# Силиньш, Гунарс Теодорович
Гунарс Теодорович Силиньш (латыш. Gunārs Siliņš; 1928—2001) — советский баскетболист, центровой. Заслуженный мастер спорта СССР (1953).

## Карьера
Начал играть в баскетбол в 1939 году. В 1950 году стал первым латвийским баскетболистом, ставшим чемпионом СССР.
- Чемпион Европы — 1953
- Бронзовый призёр чемпионата Европы — 1955.
- Двукратный обладатель кубка европейских чемпионов — 1958, 1959
- Пятикратный чемпион СССР — 1952, 1955, 1956, 1957, 1958
- Трёхкратный вице-чемпион СССР — 1951, 1953, 1954
- Бронзовый призёр чемпионата СССР — 1950
- Победитель Спартакиады народов СССР (в составе сборной Латвийской ССР) — 1956